# Fernando Calderón y Beltrán
Fernando Calderón y Beltrán (Guadalajara, 20 de julio de 1809 – Villa de Ojocaliente, 18 de enero de 1845) fue un poeta, dramaturgo, abogado y político mexicano. Ocupó los cargos de magistrado en el Supremo Tribunal de Justicia en Zacatecas y de diputado al Congreso del Estado. En el ámbito político fue un liberal de profundas convicciones y en el terreno literario es considerado uno de los iniciadores del romanticismo mexicano.

## Biografía
Fernando Calderón y Beltrán nació en la ciudad de Guadalajara, en el entonces Reino de la Nueva Galicia, el 20 de julio de 1809. Tuvo por padres a don Tomas Calderón y a doña María del Carmen Beltrán. Este acaudalado matrimonio fue dueño de la hacienda La Quemada, en el actual municipio de Villanueva, en el estado de Zacatecas, muy cercana a la zona arqueológica de La Quemada, perteneciente al Cultura del Valle de Malpaso. De ellos heredó el título de Conde de Santa Rosa, mismo que jamás usó. Por motivo de los negocios de su padre, pasó su adolescencia en esta región. Cursó estudios latinos, de filosofía y letras en el Real Colegio de San Luis Gonzaga de Zacatecas. Posteriormente tomó las cátedras de derecho civil, derecho canónico y derecho constitucional, bajo la tutela del licenciado Santiago Villegas.
Tras la dolorosa muerte de su madre, en 1823, y de su padre, en 1826, volvió a Guadalajara y continuó sus estudios de jurisprudencia hasta obtener el título de abogado por el Supremo Tribunal de Justicia de Jalisco en mayo de 1829. Tras esto regresó a Zacatecas y desempeñó diversos cargos públicos: magistrado en el Supremo Tribunal de Justicia de esta entidad, diputado al Congreso del Estado, coronel de artillería de la antigua milicia nacional, secretario de acuerdos del Supremo Tribunal de Justicia y durante el periodo de gobierno de Marcos Esparza, ocupó el cargo de secretario general del gobierno de Zacatecas.
Fernando Calderón abrazó el ideal liberal y luchó con tenacidad por un gobierno republicano, representativo, popular y federal. Vivió en la época de desavenencias ideológicas entre liberales y conservadores. Él participó en una de las muchas rebeliones acaecidas en México durante esta época y fue herido de gravedad en la Batalla de Guadalupe, en la cual salió victorioso Antonio López de Santa Anna en las inmediaciones de Zacatecas en 1835.
A causa de su orientación y opiniones políticas, el gobernador de Zacatecas lo desterró y él se refugió en la Ciudad de México. En ella asistió a la Academia de Letrán y se incorporó al círculo literario de Guillermo Prieto, José Joaquín Pesado, Manuel Payno, Ignacio Cumplido y el cubano José María Heredia, con quién entabló estrecha amistad. Pocos meses duró el exilio, ya que él volvió a Zacatecas, por orden del ministro de la guerra, el general José María Tornel, quien expresó: “El genio no tiene enemigos; los talentos deben ser respetados por las revoluciones”.  Mermada su fortuna, ocupó nuevamente diferentes cargos públicos. Finalmente, tras largos padecimientos, murió en la villa de Ojocaliente, la madrugada de 18 de enero de 1845, a la aún joven y prometedora edad de 36 años.
Poeta y dramaturgo, Fernando Calderón comenzó a escribir sus primero versos de manera precoz, teniendo tan sólo quince años, misma edad en la cual escribió su primer comedia titulada Reinaldo y Elina, la cual se estrenó en Guadalajara tres años más tarde (1827). Después, en una época de fructífera creación dramática, que va de 1827 a 1836, se estrenan en los teatros de Guadalajara Zadig, Zeila o la esclava indiana; Armandina; Los políticos del día; Ramiro, conde de Lucena; Ifigenia y Muerte de Virginia por la libertad de Roma. Desafortunadamente gran parte de estas obras no se conservan en la actualidad. Sin embargo, gracias a la minuciosa investigación de Fernando Tola de Habich, se dispone de un fragmento de Los políticos del día y la totalidad de la pieza trágica Muerte de Virginia por la libertad de Roma. Las obras más conocidas y que le dieron prestigio en la literatura nacional, son dos dramas caballerescos: El torneo (1839) y Hernán o la vuelta del Cruzado (1842); un drama histórico: Ana Bolena (1842) y una comedia: A ninguna de la tres.
En el año 1844 el editor Ignacio Cumplido inició una colección bajo el nombre “El Parnaso Mexicano” con la selección de 27 de sus poemas y las cuatro obras dramáticas, antes mencionadas, con el título Obras poéticas y con prólogo escrito por Manuel Payno. Esta publicación resulta significativa, pues fue la última que formó en vida Fernando Calderón y Beltrán. Más adelante, ya de manera póstuma, nuevamente Ignacio Cumplido decidió realizar una nueva edición de las Obras poéticas, en 1850, en esta ocasión con prólogo escrito por José Joaquín Pesado.

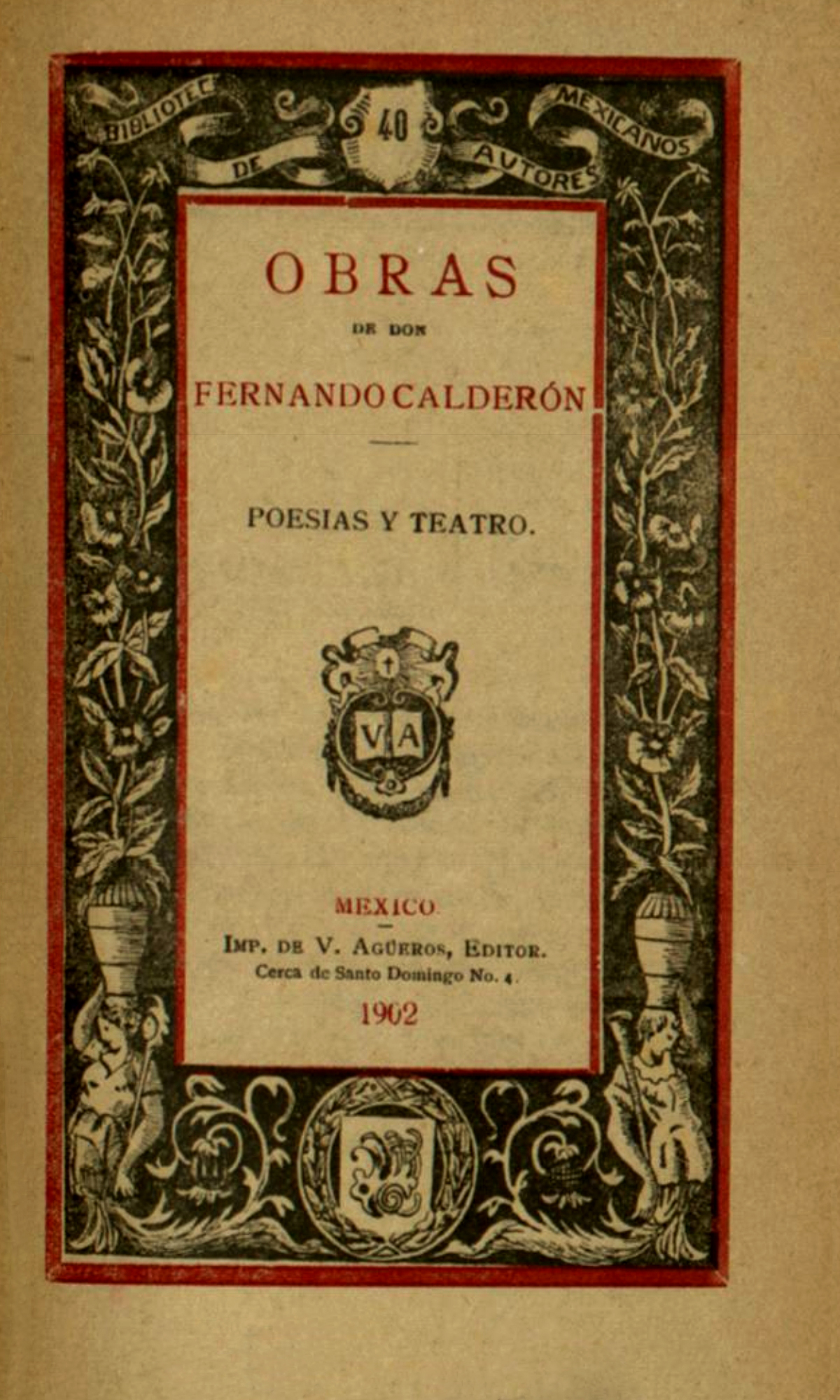
Portada del libro Obras de D. Fernando Calderón y Beltrán, 1902.

## Obra

### Teatro
- Los políticos del día
- Muerte de Virginia por la libertad de Roma
- El torneo (1839)
- Hernán o la vuelta del cruzado (1842)
- Ana Bolena (1842)
- A ninguna de las tres

### Antologías
- Obras poéticas (1844)